# Vicat
Vicat é uma cimenteira fundada por Joseph Vicat, filho de Louis Vicat, em 1853 em Vif (perto de Grenoble, no departamento de Isère), hoje cotada em bolsa, mas cujo capital ainda é controlado pela família Merceron-Vicat.
A empresa Vicat sempre teve uma importante actividade de investigação e, dominando os processos de fabrico, especializou-se em importantes obras com cimentos de alta tecnologia como o Duplo Artificiel Vicat desenvolvido em 1857.
A sua actividade desenvolveu-se em França através da integração vertical, depois no estrangeiro através de aquisições e, mais recentemente, através da construção de fábricas greenfield.